# Матч за звание чемпиона мира по шахматам 1975
Матч за звание чемпиона мира по шахматам 1975 года — несостоявшийся матч на первенство мира между владевшим на тот момент званием чемпиона мира по шахматам Робертом Фишером и победителем очередного турнира претендентов Анатолием Карповым. Матч должен был пройти в период с 1 апреля по 10 июня 1975 года на Филиппинах, но был сорван: Фишер сначала выдвинул множество условий, а после того, как часть их не была принята ФИДЕ, отказался играть. Звание чемпиона мира решением ФИДЕ было единогласно без игры присуждено Анатолию Карпову 3 апреля 1975 года.

## Предыстория
В 1972 году американский гроссмейстер Роберт Фишер (1943—2008) выиграл в Рейкьявике — столице Исландии — звание чемпиона мира по шахматам, победив в матче предыдущего, 10 — го чемпиона мира — Бориса Спасского, до этого державшего корону 3 года после триумфа над Тиграном Петросяном в 1969 г. На Западе, в особенности в США, победа Фишера была встречена как триумф — после безраздельного четвертьвекового господства советских шахматистов с 1948 г. высшее шахматное звание впервые выиграл американец. Сам Фишер, судя по всему, был полностью удовлетворён, достигнув чемпионского титула, утратил стимулы к дальнейшему росту и поддержанию спортивной формы. За два с лишним года, прошедших после матча со Спасским, Фишер не выступил ни в одном турнире, не сыграл ни одной официальной партии, не опубликовал ни одной работы по шахматам.
В СССР потеря шахматной короны Б.Спасским была воспринята как крупное политическое поражение, возврат её стал для советского спорта одной из первоочередных задач. Решать её пришлось 23-летнему гроссмейстеру Анатолию Карпову, выдвинувшемуся в число ведущих советских шахматистов лишь в начале-середине 1970-х. В первый же свой претендентский цикл он неожиданно одержал победу в матчах претендентов (серия из трёх матчей по олимпийской системе, на первом этапе игрались матчи до 3 побед, на последующих двух — до 4 побед, без учёта ничьих, с ограничением в 24 партии на матч), последовательно победив Льва Полугаевского. (счёт по победам 3:0), Бориса Спасского (4:1) и Виктора Корчного 23 ноября 1974 г. — (3:2 при 19 ничьих в 24 партиях) и завоевал право на матч с чемпионом. Как говорил сам Карпов, он не рассчитывал на такой успех и полагал, что добьётся победы не раньше следующего цикла претендентских соревнований.

## Переговоры о матче
Планировалось провести очередной матч на первенство мира на Филиппинах весной 1975 года. Последний срок начала матча — 1 апреля 1975 года. Призовой фонд составил беспрецедентную по тем временам сумму — 5 миллионов долларов США.
Задолго до планируемого матча с Карповым Фишер затеял тяжбу с ФИДЕ по поводу его проведения. Выдвигаемые им требования (которых было 64) носили в основном сугубо деловой характер, хотя были и достаточно курьёзные: например, чемпион требовал, чтобы входящие в помещение, где проводится матч, обязательно снимали головные уборы. Многие условия прямо противоречили сложившейся к тому времени практике проведения подобных соревнований. Комментаторы полагали очевидным, что цель Фишера — сорвать матч, в исходе которого чемпион был явно не уверен.
Основные требования Фишера по регламенту матча заключались в трёх пунктах:
1. Матч должен продолжаться до 10 выигранных партий без учёта ничьих.
2. Общее количество играемых партий не регламентируется.
3. При счёте 9:9 чемпион сохраняет своё звание.

Матч на условиях первых двух пунктов мог растянуться на несколько месяцев, к примеру, как это было в матчах Капабланка — Алехин 1927 года и Карпов — Каспаров 1984 года, игравшиеся до 6 побед: в первом потребовалось 34 партии, во втором, прерванном при счёте 5:3, было сыграно 48 партий. Комиссия под председательством президента ФИДЕ Макса Эйве, состоящая из представителей СССР и США, постановила, что матч должен играться до 6 выигранных партий, но в ответ Фишер заявил, что отказывается от звания чемпиона и матч с претендентом играть не будет. Канадская «Монреаль газетт» по этому поводу писала: «Приняв этот отказ, ФИДЕ облегчила бы жизнь множеству людей». Тем не менее, до последнего пытаясь всё же провести матч, ФИДЕ согласилась на игру до 10 побед. Были приняты также и другие условия Фишера. В общей сложности ФИДЕ согласилась удовлетворить 63 из 64 требований — отказались соглашаться лишь с третьим пунктом регламента, который сочли явно несправедливым (из него следует, что при счёте 9:8 по победам в пользу претендента последний обязательно должен победить и в следующей результативной партии, то есть выиграть минимум на две партии больше, чем чемпион, тогда как чемпион при счёте 9:8 в свою пользу сохранял титул). Узнав об этом, Фишер заявил о своём отказе от матча и был лишён чемпионского звания 3 апреля 1975 года. Чемпионом мира был провозглашён Анатолий Карпов, который таким образом вернул в СССР шахматную корону и досрочно получил титул 12-го чемпиона мира. Все премиальные на матче — 5 млн долларов США достались ему по контракту.
Фишер демонстрировал возмущение, но бо́льшая часть шахматной общественности была солидарна с ФИДЕ. Американский гроссмейстер Роберт Бирн прокомментировал решение федерации словами: «Здесь нет никаких нарушений, всё совершенно справедливо».

## Переговоры о матче вне рамок ФИДЕ
По словам Карпова, он всегда считал, что срыв матча с Фишером — огромная потеря как лично для него, так и для мировых шахмат. Сразу после присвоения чемпионского звания Карпову в советских газетах были приведены высказывания нового чемпиона о готовности в любое время подтвердить свой чемпионский титул в матче с Фишером. В 1976—1977 годах между Карповым и Фишером шли переговоры о матче, на этот раз — вне рамок ФИДЕ. Первая встреча, как утверждается в биографии Карпова на peoples.ru, состоялась 25 июля 1976 года в 7 часов вечера, в номере отеля в Токио, где тогда жил Фишер. Организовал встречу Флоренсио Кампоманес, будущий президент ФИДЕ.
Оба шахматиста выразили желание сыграть матч. Переговоры продолжались до следующего года. Шахматисты встречались трижды: в Токио, испанской Кордове и в Вашингтоне. Принципиальных расхождений оказалось три:
- Фишер настаивал на том, чтобы провести матч как можно быстрее, желательно — в 1976 году. Карпов же должен был выступать в первенстве СССР и нуждался во времени для подготовки и отдыха после турнира, поэтому предлагал играть в следующем, 1977 году. По мере переговоров это разногласие разрешилось естественным образом.
- По мнению Фишера, матч должен был проводиться по формуле «до 10 побед без ограничения числа партий». Карпов категорически отказывался от безлимитного матча, поскольку такой матч мог оказаться слишком длительным и сорвать запланированное участие в официальных шахматных турнирах ФИДЕ. Фишер предлагал в качестве альтернативы играть без лимита общего количества партий, но с заранее оговорёнными длительными перерывами между сериями по 20 партий. Но это также не устраивало Карпова, гораздо более ограниченного во времени.
- Фишер настаивал на названии «Матч на первенство мира среди шахматных профессионалов». Карпов не мог согласиться на такое название, поскольку, согласно официальной политике Спорткомитета СССР, спортсмены могли быть только любителями.

Последний пункт был для Фишера принципиальным, хотя Карпов и пытался объяснить ему, что на матч с таким названием его просто не выпустят из СССР. По словам Карпова, в период переговоров он фактически вошёл в конфронтацию со Спорткомитетом и КГБ, на него даже было заведено дело, поскольку органы безопасности подозревали Карпова в попытке за деньги «сдать» шахматную корону Фишеру.
По предложению Кампоманеса шахматисты договорились подписать предварительное соглашение о матче, согласно которому детали, в том числе название матча и точная формула, должны были быть определены позже. Но буквально в последнюю минуту Фишер отказался ставить подпись, заявив, что не хочет ничего подписывать по частям.
Были контакты и по официальным каналам: 1 декабря 1976 года в МИД СССР поступило предложение от президента Филиппин Фердинанда Маркоса на имя генерального секретаря ЦК КПСС Леонида Брежнева об организации матча на Филиппинах в 1977 году. По согласованию со Спорткомитетом и Карповым был дан официальный ответ: советская сторона соглашалась на проведение матча в августе-сентябре 1977 года на Филиппинах по формуле до 6—8 побед при лимите в 24—30 партий, если от Фишера поступит официальное предложение о матче. Но Фишер твёрдо стоял на условии безлимитного матча. В результате матч так и не состоялся.

## Последствия
В результате срыва матча возникла уникальная для мировых шахмат ситуация: новый чемпион, Анатолий Карпов, не только получил титул без игры со своим предшественником, но и вообще никогда, ни до, ни после этого не сыграл с ним ни одной партии. Так получилось потому, что Карпов вошёл в число сильнейших шахматистов мира, когда Фишер уже перестал выступать. Впоследствии Фишер так и не вернулся в официальные шахматы, так что возможности сыграть с ним Карпову не представилось.
Любопытно, что Карпов даже через много лет, во время неофициального матча-реванша Фишер — Спасский, изъявлял своё желание всё-таки сыграть матч с Фишером.
Матч Фишер — Карпов, хоть и не состоявшийся, косвенно повлиял на проведение последующих матчей на первенство мира. Принятая ФИДЕ по результатам рассмотрения требований Фишера формула «матч до шести побед без учёта ничьих и без лимита общего числа партий» сохранилась. При этом, поскольку ничейного счёта в безлимитном матче быть не может, восстанавливалось право экс-чемпиона на матч-реванш. Эти условия применялись в последующих розыгрышах звания чемпиона мира вплоть до 1984 года, когда безлимитный матч по данной формуле между Карповым и Каспаровым был досрочно прерван решением Флоренсио Кампоманеса после 48 партии. Повторный матч 1985 года игрался уже по новой формуле: «не более 24 партий, победителем объявляется тот, кто первым одержит 6 побед, а если такого не окажется — набравший максимум очков; при равенстве очков чемпион сохраняет звание». А. Карпов в этом цикле сохранил право на матч-реванш.